# Chiesa di San Michele Arcangelo (Gabbro)
La chiesa di San Michele Arcangelo è un edificio sacro che si trova nel paese di Gabbro, nel comune di Rosignano Marittimo.

## Storia e descrizione
Fu costruita nel 1761 al posto dell'antica chiesa di San Michele di Contrino.
Sulla facciata del tipo a capanna si apre il portale d'ingresso sormontato da un oculo nel quale è dipinto l'Arcangelo Michele che uccide il drago.
All'interno, è interessante la piccola tela dietro l'altare maggiore che raffigura la Madonna del Buon Consiglio, di scuola senese del XVI secolo, ma molto ridipinta.